# Vestamager (bydel 2002-2007)
 For alternative betydninger, se Vestamager. (Se også artikler, som begynder med Vestamager)
Vestamager var tidligere en bydel i København på 14 km² med 7.550 indbyggere (2003). Bydelen indgik fra 2007 i den nyere bydel Amager Vest. Bydelen omfattede bykvarterene Islands Brygge og Ørestad samt naturområderne Amager Fælled på godt 200 ha og den 350 ha nordlige del af Kalvebod Fælled. Næsten 3/4 af bydelen var rekreative områder.
Islands Brygge lå i det nordvestlige hjørne af bydelen, syd for Langebro og ud til havnen. Området voksede efter årtusindskiftet mod syd med de nye bykvarterer Havnestad og Islands Brygge Syd. Ørestad ligger på den østlige side af Amager Fælled og strækker sig mod syd til Kalvebod Fælled.
Vestamager udmærkede sig ved at være den arealmæssigt største københavnske bydel og samtidig have det laveste indbyggertal. Til gengæld var det den bydel, der tegnede til at få den største befolkningstilvækst da det i perioden 2000-2020 er planen at opføre 12.000-13.000 boliger i området.

55°39′00″N 12°34′30″Ø / 55.65000°N 12.57500°Ø